# テイクワン
株式会社テイクワン（英: TakeOne,inc）は、日本のコンテンツ制作会社の一つ。本社は愛知県名古屋市名東区山の手1-205